# 南费盘菌属
南费盘菌属（学名：Jafnea）是火丝菌科下的一个属。

## 下属物种
本属包括以下物种：
- 梭孢南费盘菌 Jafnea fusicarpa (W.R.Gerard) Korf
- 浅色南费盘菌 Jafnea pallida (Rodway) G.M.Gates & Van Vooren
- 半梭孢南费盘菌 Jafnea semitosta (Berk. & M.A.Curtis) Korf